# Hyperaspidius hercules
Hyperaspidius hercules är en skalbaggsart som beskrevs av Belicek 1976. Hyperaspidius hercules ingår i släktet Hyperaspidius och familjen nyckelpigor. Inga underarter finns listade i Catalogue of Life.